# Carl Jefferson
Carl E. Jefferson (* 10. Dezember 1919 in Alameda (Kalifornien); † 29. März 1995 in St. Helena (Kalifornien)) war ein US-amerikanischer  Jazz-Produzent, der Gründer von Concord Records.
Jefferson ging in Atascadero zur Schule und studierte an der University of California, Berkeley. Er zog 1958 nach Concord (Kalifornien) als Präsident und General Manager von Montclair Motors, die er 1960 übernahm und in Jefferson Motors umbenannte. Er brachte es als Gebrauchtwagenhändler und Autohändler (mit einem Händlernetz für Autos der Marken Lincoln und Mercury) in Kalifornien zum Millionär.
Daraufhin gründete er 1969 in Concord ein Jazzfestival (Concord Summer Festival, das spätere Concord Jazz Festival, das er 1975 ein Amphitheater mit 8500 Plätzen, den Concord Pavilion, erbauen ließ) und 1973 das Jazzlabel Concord Records (ursprünglich Concord Jazz) gründete, um seine bevorzugten Mainstream-Jazzmusiker zu veröffentlichen. Er begann mit einer Aufnahme der bei seinem Festival häufiger anwesenden Gitarristen Herb Ellis und Joe Pass, die ihn 1973 zur Produktion einer Langspielplatte angeregt hatten.
Später produzierte er unter anderem Bigband-Alben von Woody Herman, Jazzalben von Rosemary Clooney und etablierten Musikern wie Stan Getz, Marian McPartland, George Shearing, Bud Shank, Dave Brubeck, Mel Tormé, Al Cohn, Joe Venuti. Er startete bei Concord auch eine Salsa-Reihe, klassische Gitarristen und Jazz-Pianisten, die er in der dazu errichteten Maybeck Hall aufnahm. Bis zu seinem Tod erhielt er dafür zahlreiche Preise, unter anderem erhielten Künstler seines Labels für dortige Aufnahmen acht Grammys und über 40 weitere Grammy-Nominierungen und er war als Produzent für über 600 Aufnahmen verantwortlich.
1982 war er mit Giovanni Bonandrini Sieger des Down-Beat-Kritiker-Poll für Jazzproduzenten.